# Place des Vosges
Die Place des Vosges (dt.: „Platz der Vogesen“) ist ein im Pariser Stadtteil Marais (3. und 4. Arrondissement) gelegener Platz. Unter den fünf „Königlichen Plätzen“ ist sie der älteste (gefolgt von der Place Dauphine) und gilt als einer der schönsten Plätze von Paris. Der quadratische Platz hat die Abmessungen von ca. 140 × 140 Metern und wurde von Louis Métezeau entworfen. Er bildet ein Geviert, das auf der Nordseite durch eine Querstraße angebunden ist, während auf der Südseite ein Brückenhaus zur Rue de Birague Zufahrt gewährt. Er gilt als die Vorlage der Place Ducale von Charleville-Mézières.

## Namensursprung
Den gegenwärtigen Namen, „Platz der Vogesen“, erhielt der Platz erstmals im Jahr 1800. Er wurde so genannt, weil das Département Vosges das erste war, das die damals erhobene Revolutionssteuer komplett bezahlt hatte. Auch kamen die ersten nationalen Freiwilligen aus dem Bezirk Remiremont zur Verteidigung des gefährdeten Landes.
Nach der Rückkehr der Bourbonen in den Jahren 1814/15 und noch einmal von 1852 bis 1870 erhielt der Platz seinen ursprünglichen Namen zurück, doch ab dem 16. September 1870 heißt er endgültig Place des Vosges.
Namen des Platzes durch die Jahrhunderte:
- Juli 1605: Place Royalle
- 19. August 1792: Place des Fédérés
- 4. Juli 1793: Place de l’Indivisibilité
- 1793: Place du Parc-d’Artillerie
- 1793: Place de la Fabrication des Armes
- 13. September 1800: Place des Vosges
- 27. April 1814: Place Royale
- 1830: Place de la République
- 14. März 1848: Place des Vosges
- 1852: Place Royale
- 16. September 1870: Place des Vosges

## Geschichte

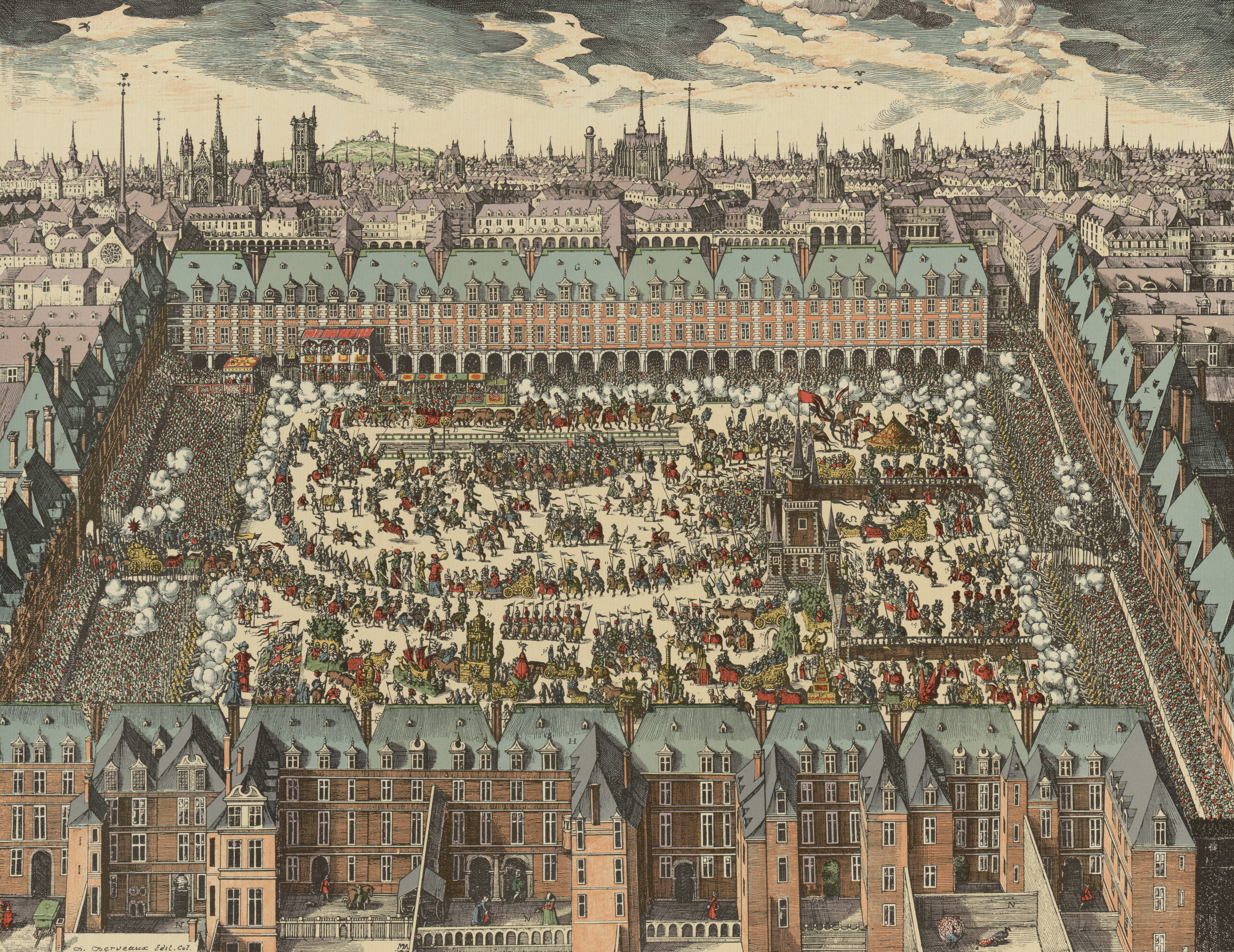
Festlichkeiten zur Einweihung der „Place Royalle“ im April 1612 (von Claude Chastillon)

Der Platz wurde auf ausdrückliche Anordnung des französischen Königs Heinrich IV. (reg. 1589–1610) als Place Royalle (sic) in den Jahren 1605 bis 1612 gebaut und war der erste städtische Platz von Paris. Anlässlich der Doppelhochzeit von König Ludwig XIII. mit Anna von Österreich (1601–1666) und der Schwester des Königs, Élisabeth de Bourbon, mit dem künftigen König Philipp IV. von Spanien wurde er zwischen dem 5. und 7. April 1612 mit außergewöhnlich feierlichen Turnieren eingeweiht. Auftraggeber Heinrich IV. erlebte die Einweihung nicht mehr, denn er fiel am 16. Mai 1610 einem Attentat zum Opfer. Der Heiratsvertrag wurde kurz nach der Einweihung am 25. August 1612 unterschrieben.

## Vorbilder

### Bastiden
Während in vielen Ländern Europas Markt- und Kirchplätze zum historischen Stadtbild dazugehören, sind derartige Anlagen im Norden Frankreichs kaum anzutreffen, denn die Städte waren in der Regel sehr eng bebaut. Einen völlig anderen Charakter zeigen allerdings die rechteckigen, von Arkaden gesäumten Platzanlagen im Herzen der im ausgehenden 12. und vor allem im 13. Jahrhundert in vielen Gegenden Okzitaniens errichteten Bastiden, bei denen die Kirche meist nicht im Zentrum, sondern in einer Seitenstraße steht. Heinrich IV. hielt sich vor seiner Krönung mehrfach bei einem Freund in Labastide-d’Armagnac auf, von dessen Haus er einen Blick auf den völlig regelmäßig angelegten und mit einem zentralen Brunnen versehenen Platz hatte; es wird spekuliert, dass er dadurch letztlich die Anregung für den späteren Bau der Place Royale erhielt.

### Plaza Mayor in Madrid
Der spanische Herrscher Philipp II. verlegte im Jahr 1561 den königlichen Hof von Valladolid nach Madrid und ließ dort ab 1580/90 die Plaza Mayor erbauen, die jedoch erst im Jahr 1619 – als teilweise sechsgeschossige Anlage und mit Arkadengängen im Erdgeschoss – fertig gestellt wurde. Es ist durchaus wahrscheinlich, dass Heinrich IV. über das Bauvorhaben seines südlichen Nachbarn unterrichtet war. Erst nach mehreren Bränden wurden alle Häuser der Plaza Mayor gegen Ende des 18. Jahrhunderts in der Höhe auf vier Geschosse begrenzt.

## Architektur

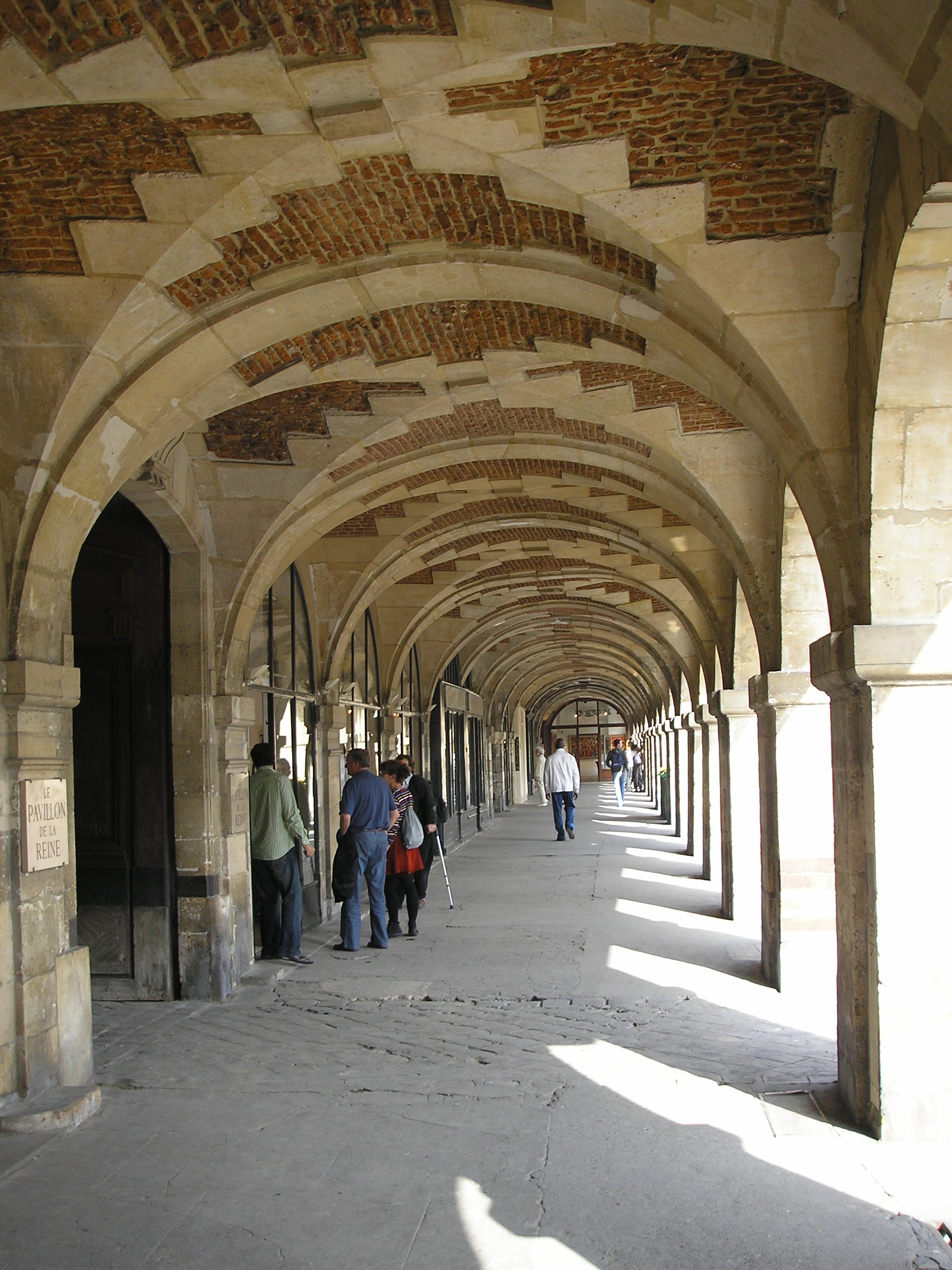
Arkaden

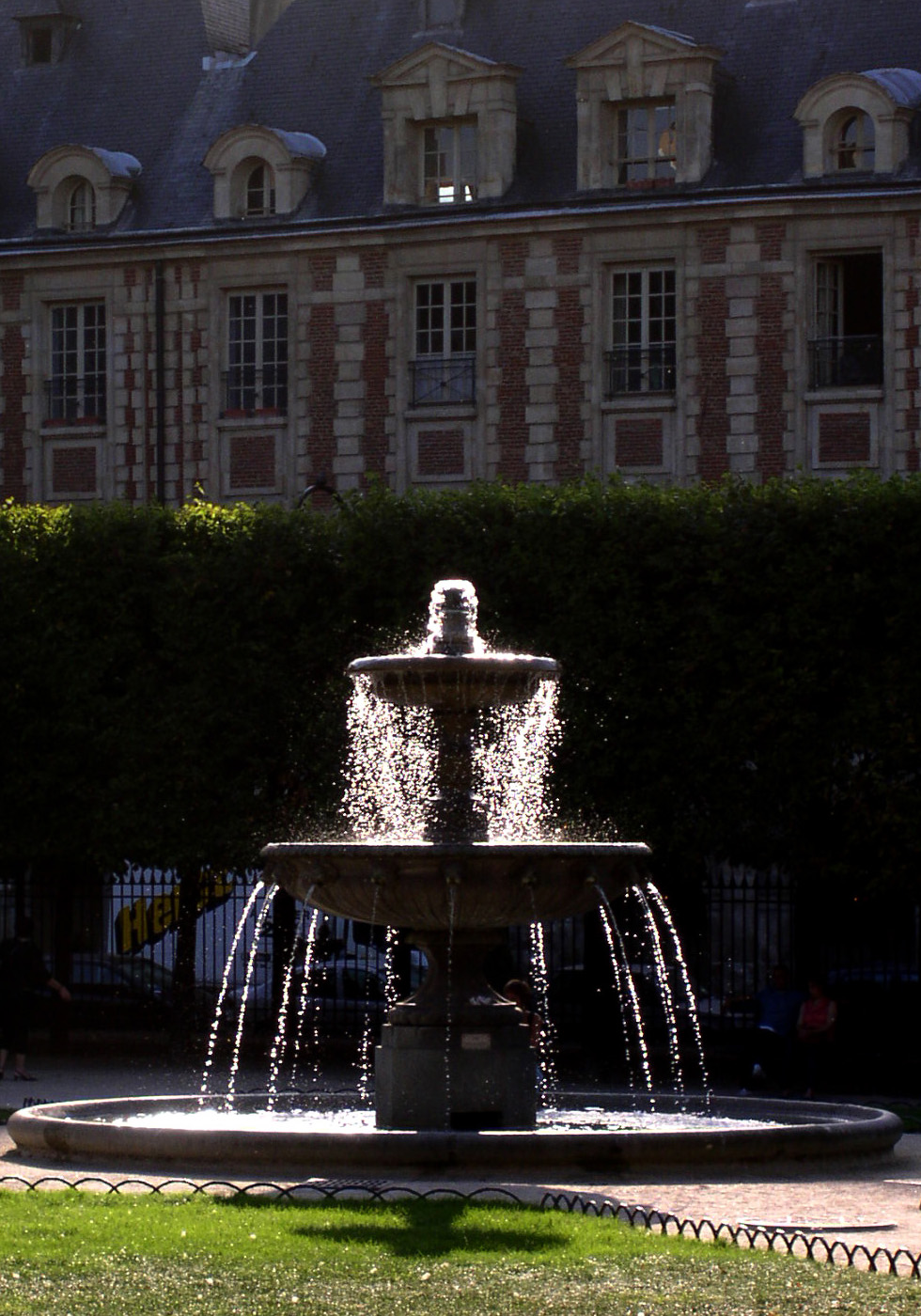
Fontäne

Grundlage der Platzgestaltung der Place Royale war ein königlicher Pavillon, der am Südende des Platzes im Jahre 1604 von Baptist Jean Androuet du Cerceau errichtet wurde. Alle anderen 35 Gebäude – mit Ausnahme des etwas höheren Pavillon du Roi und des Pavillon de la Reine – sollten dem gleichen Design folgen. Zum ersten Mal in Europa wurden alle Seiten eines Platzes – auf der Grundlage einer einheitlichen Planung – mit dreigeschossigen Häusern mit Arkaden im Erdgeschoss bebaut. Diese insgesamt 36 Stadtpalais stehen allesamt traufständig zur Platzseite und wurden mit Fassaden aus rotem Backstein in der farbigen Wirkung der „Brique-et-pierre-Fassaden“ ausgeführt, die letztlich in antik-römischer Tradition stehen. Die hohen Dachschrägen werden durch Lukarnen aufgelockert. Aufgrund der seitlichen Grenzbebauung war der Einbau von Fenstern nur auf der Vorder- und Rückseite der Häuser möglich. Als verantwortliche Architekten gelten Claude Chastillon und Louis Métezeau. Das hier – abgesehen von den mittelalterlichen Bastiden – erstmals in Frankreich verwirklichte Konzept durchlaufender Arkaden im Erdgeschoss diente dann später seinerseits als Vorbild für die Gestaltung zahlreicher Plätze und Straßen in ganz Europa. Ein Paradebeispiel in Paris stellt die von Napoleon I. konzipierte Rue de Rivoli dar, die nur wenig südlich des Platzes verläuft.

## Nutzung
Heinrich IV. wünschte sich für seinen Platz – und darin durchaus den Bastiden vergleichbar – eine gemischte Form der Nutzung: Manufakturen
bzw. Handwerksbetriebe im Erdgeschoss, darüber Wohnungen. Doch bereits die ersten Käufer von Wohnungen bzw. von ganzen Häusern innerhalb der Anlage waren Angehörige des Adels, der schließlich auch die Gesamtanlage okkupierte. Hinter den Arkaden des Erdgeschosses mieteten sich Händler ein, die die adligen Herrschaften mit allem „Notwendigen“ versorgten.

## Reiterstatue
Der sich in der Mitte des Platzes befindende kleine Park (12.370 m²) wurde 1866 eingerichtet. Inmitten des Platzes steht eine Reiterstatue König Ludwigs XIII., des Sohnes und Nachfolgers Heinrichs IV. Die erste Statue aus Bronze aus dem Jahr 1639 wurde während der Französischen Revolution zerstört. Die gegenwärtige aus dem Jahr 1829 ist aus Stein und stammt von den Bildhauern Jean-Pierre Cortot und Louis Dupaty.

## Prominente Anwohner
| | \| - N°1: Pavillon du Roi - N°1 bis: Hôtel Coulanges - N°3: Hôtel de Montmorin - N°5: Hôtel de la Salle - N°7: Hôtel de Sully - N°9: Hôtel de Chaulnes - N°11: Hôtel Pierrard - N°13: Hôtel Dyel des Hameaux - N°15: Hôtel Marchand - N°17: Hôtel de Chabannes - N°19: Hôtel de Montbrun - N°21: Hôtel du Cardinal de Richelieu - N°23: Hôtel de Bassompierre - N°25: Hôtel de l’Escalopier \| - N°2 bis: Hôtel du 2bis place des Vosges - N°2: Hôtel Genou de Guiberville - N°4: Hôtel du 4 place des Vosges - N°6: Hôtel de Rohan-Guémené - N°6 bis: Lycée professionnel Théophile Gautier - N°8: Hôtel de Fourcy - N°10: Hôtel de Châtillon - N°12: Hôtel Lafont - N°14: Hôtel de Ribault - N°16: Hôtel d’Asfeldt - N°18: Hôtel de Clermont-Tonnerre - N°20: Hôtel d’Angennes de Rambouillet - N°22: Hôtel Laffemas - N°24: Hôtel de Vitry - N°26: Hôtel de Tresmes - N°28: Pavillon de la Reine & Hôtel d’Espinoy \| |
| - N°1: Pavillon du Roi - N°1 bis: Hôtel Coulanges - N°3: Hôtel de Montmorin - N°5: Hôtel de la Salle - N°7: Hôtel de Sully - N°9: Hôtel de Chaulnes - N°11: Hôtel Pierrard - N°13: Hôtel Dyel des Hameaux - N°15: Hôtel Marchand - N°17: Hôtel de Chabannes - N°19: Hôtel de Montbrun - N°21: Hôtel du Cardinal de Richelieu - N°23: Hôtel de Bassompierre - N°25: Hôtel de l’Escalopier | - N°2 bis: Hôtel du 2bis place des Vosges - N°2: Hôtel Genou de Guiberville - N°4: Hôtel du 4 place des Vosges - N°6: Hôtel de Rohan-Guémené - N°6 bis: Lycée professionnel Théophile Gautier - N°8: Hôtel de Fourcy - N°10: Hôtel de Châtillon - N°12: Hôtel Lafont - N°14: Hôtel de Ribault - N°16: Hôtel d’Asfeldt - N°18: Hôtel de Clermont-Tonnerre - N°20: Hôtel d’Angennes de Rambouillet - N°22: Hôtel Laffemas - N°24: Hôtel de Vitry - N°26: Hôtel de Tresmes - N°28: Pavillon de la Reine & Hôtel d’Espinoy |

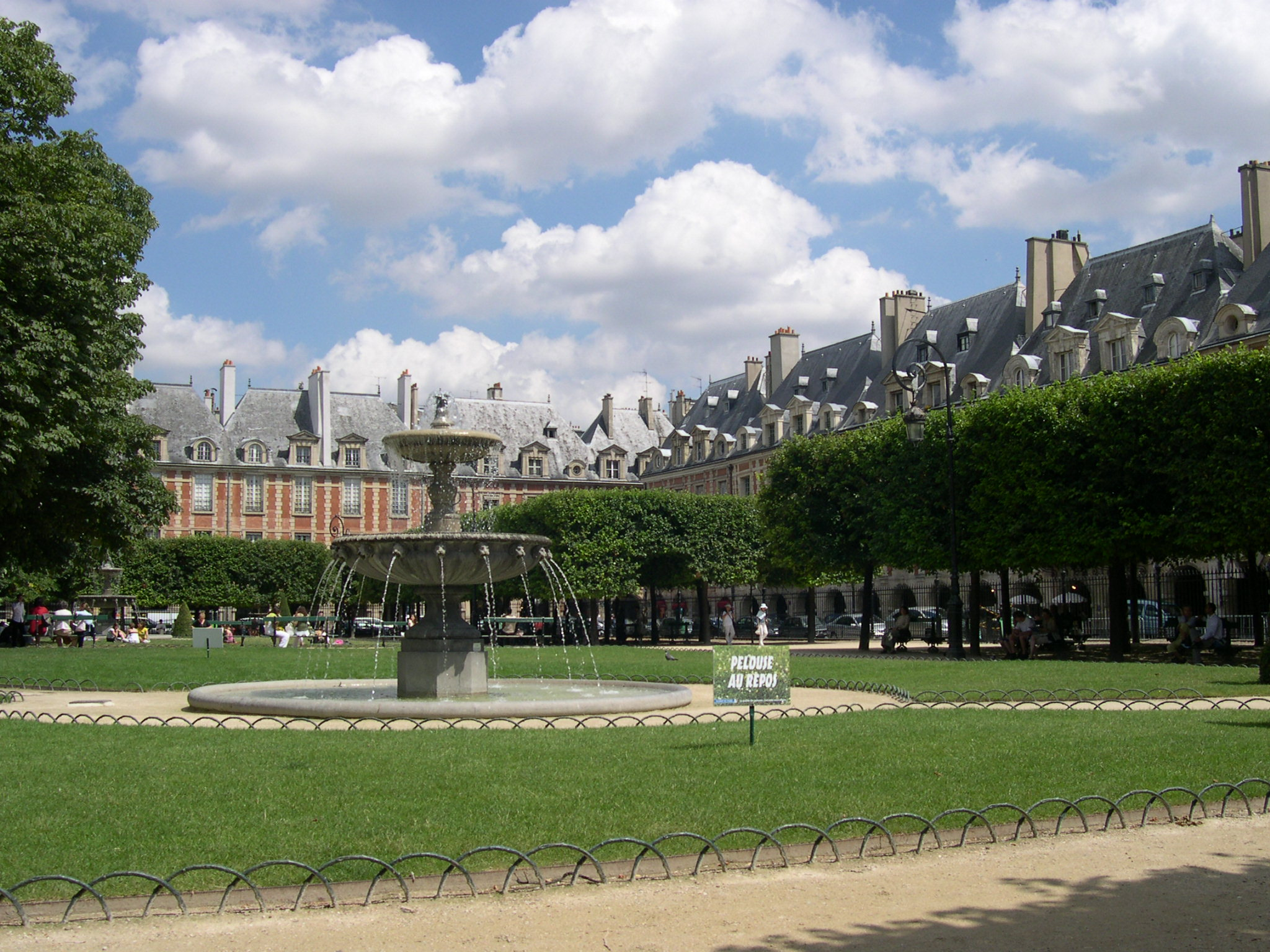
Place des Vosges

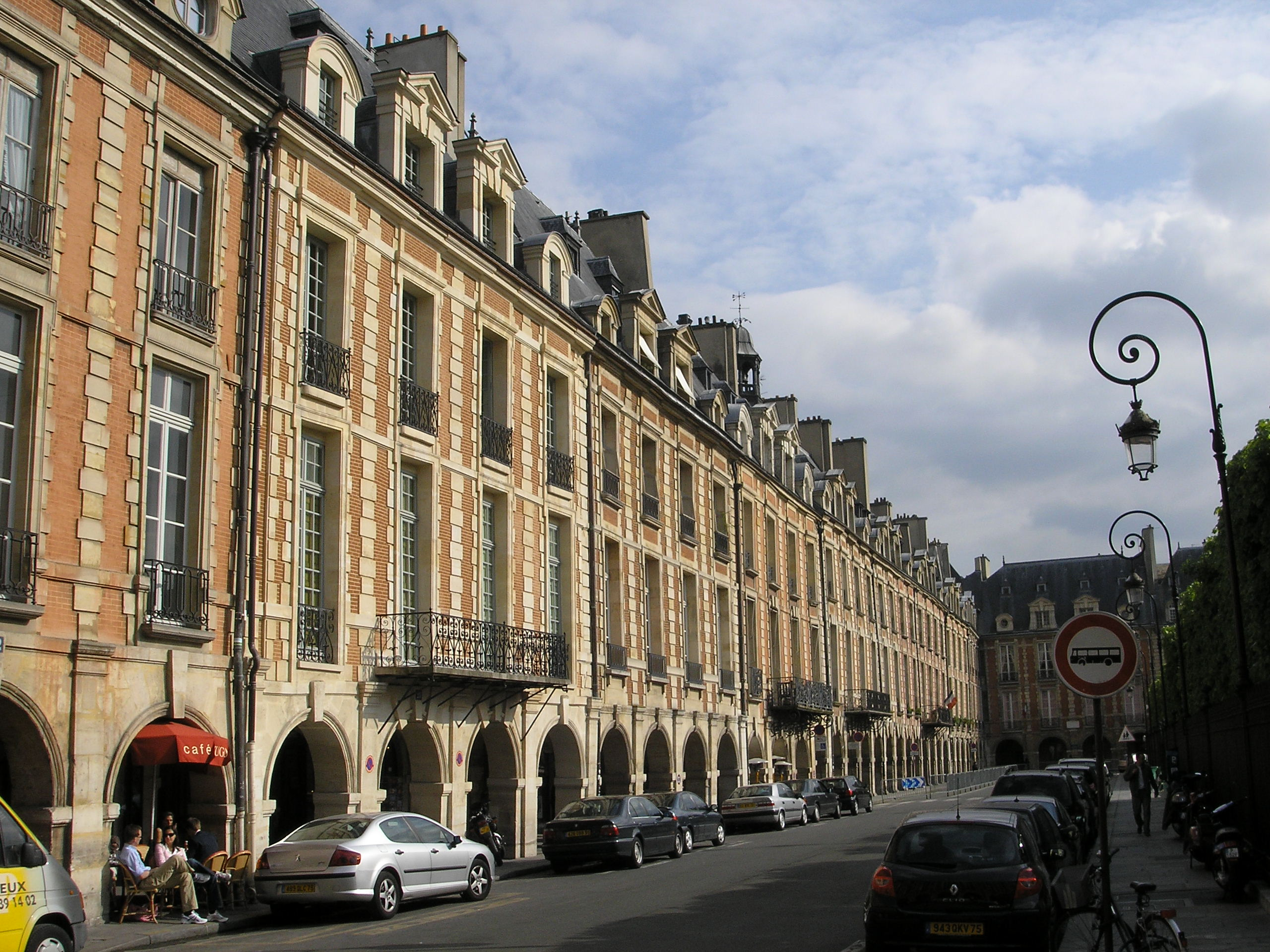
Place des Vosges

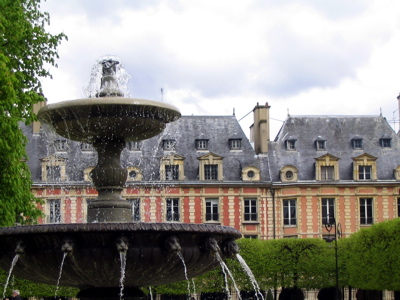
Brunnen an der Place des Vosges

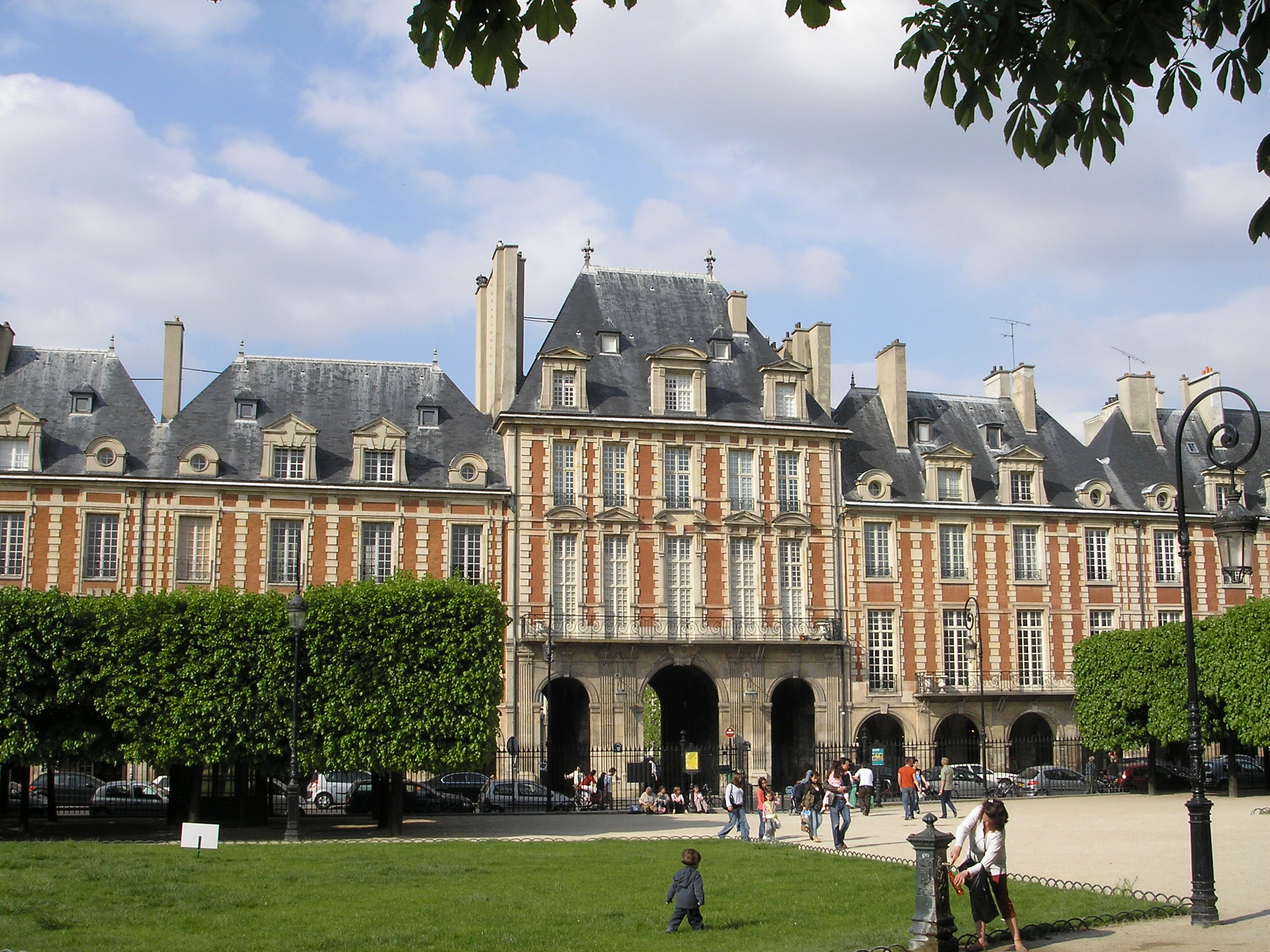
Pavillon de la Reine

- Im Haus Nr. 1a wurde Madame de Sévigné am 6. Februar 1626 als Marie de Rabutin-Chantal geboren. Sie wohnte hier bis zu ihrem 10. Lebensjahr. Im Alter von 17 Jahren heiratete sie den Marquis Henri de Sévigné. Weltberühmt wurde sie durch den Briefwechsel mit ihrer Tochter, Françoise Marguerite de Grignan, in dem sie über 25 Jahre das Leben am Hof Ludwigs XIV. in allen Einzelheiten beschreibt.
- Im Haus Nr. 20 wohnte von etwa 1920 bis zu seinem Tod im Jahr 1954 der Komponist und Organist Léonce de Saint-Martin, der von 1937 bis 1954 Titularorganist der Kathedrale Notre-Dame de Paris war.
- Das Haus Nr. 21 wurde – einigen Quellen zufolge – von Ende 1622 bis 1625 von Kardinal Richelieu bewohnt. Im Hof des Hauses soll im Jahr 1877 der Schriftsteller Alphonse Daudet gewohnt haben.
- Die zweite Etage des Hauses Nr. 6 (Hôtel de Rohan-Guéméné) bewohnte von 1832 bis 1848 der Schriftsteller Victor Hugo. Am 30. Juni 1903 wurde in diesem Haus das ihm und seinem Werk gewidmete Museum Maison de Victor Hugo eingerichtet.
- Die zweite Etage des Hauses Nr. 8 bewohnte von 1828 bis 1834 der Schriftsteller Théophile Gautier. Später zog hier der Schriftsteller Alphonse Daudet ein.
- Im Haus Nr. 13 wohnt 2011 der Politiker Dominique Strauss-Kahn mit seiner Frau Anne Sinclair.[3]

## Sonstiges
Etwa gleichzeitig mit der Place des Vosges wurde in Charleville die rechteckige Place Ducale errichtet. Beide Platzanlagen ähneln sich in hohem Maße, was wohl in erster Linie der Tatsache geschuldet ist, dass zwei der verantwortlichen Architekten Brüder waren. Darüber hinaus war der Auftraggeber der Place Ducale, Charles de Gonzague, ein Neffe Heinrichs IV. und Herzog von Nevers und Rethel.